# Endeguido
Endeguido är en ort i Mexiko, tillhörande kommunen Isidro Fabela i delstaten Mexiko. Orten hade 185 invånare vid folkräkningen 2010.